# Le Divorce de Lady X
Pour plus de détails, voir Fiche technique et Distribution.
Le Divorce de Lady X (The Divorce of Lady X) est un film de procès britannique, réalisée en 1938 par Tim Whelan.

## Synopsis
Les clients d'un hôtel chic Londonien sont bloqués par un épais brouillard de nuit. Toutes les chambres finissent par être prises. Leslie Steele, une jeune mondaine fait irruption dans la suite d'Everard Logan, un jeune avocat. Il proteste d'abord mais tous ses efforts pour expulser Leslie sont vains. Il accepte donc un compromis, lui permettant d'utiliser la chambre, tandis qu'il prend une autre pièce dans la suite. Elle passe tout son temps à le taquiner et à le narguer. Au petit-déjeuner, Logan change de ton et insiste pour qu'ils se retrouvent. Mais pendant qu'il est hors de la pièce, s'habillant, elle s'enfuit mystérieusement chez elle, qu'elle partage avec son grand-père, qui est juge. Il l'informe que Logan est un avocat spécialisé dans les affaires de divorce. La loufoque et impulsive Mme Steele dit alors à son grand-père qu'elle a l'intention d'épouser Logan. A sa grande surprise, elle apprend que Logan plaidera ce jour-là devant le tribunal de son grand-père. Elle assiste donc à la procédure pour observer son intention en action et à sa plus grande surprise, le voit déchirer sans pitié une femme accusée d'adultère.
Alors que Leslie et Everard passent leur temps à lutter pour s'adapter aux caprices et aux différences de l'autre, une intrigue secondaire impliquant Lord Mere, l'un des clients de Logan, est imbriquée dans le scénario compliqué. Une confusion d'identités s'ensuit, car à un moment donné, Logan est amené à croire à tort que Leslie est en fait la femme de Lord Mere. Mais après un week-end de chasse au renard au manoir du seigneur, tous les conflits sont résolus de manière satisfaisante et les deux amants se réconcilient. À la fin de l'histoire, Leslie a réussi à transformer Everard du conseiller inhumain, hostile et intimidant dont elle a été témoin plus tôt en un interrogateur empathique, compréhensif et sensible du « sexe doux ».

## Fiche technique
- Titre : Le Divorce de Lady X
- Titre original : The Divorce of Lady X
- Réalisateur : Tim Whelan
- Scénario : Lajos Biró, Ian Dalrymple et Arthur Wimperis d'après la pièce de théâtre Counsel's Opinion de Gilbert Wakefield
- Producteur : Alexander Korda
- Société de production : London Films
- Image : Harry Stradling Sr.
- Montage : L.J.W. Stokvis et William Hornbeck
- Musique originale : Miklós Rózsa et Lionel Salter
- Costumes : René Hubert
- Genre : Comédie dramatique et romance
- Durée : 92 minutes
- Format : Couleur (Technicolor) – 1,37 : 1 - Mono
- Dates de sortie :
  - Royaume-Uni : 1er janvier 1938
  - France : 18 septembre 1938

## Distribution
- Merle Oberon : Leslie Steele / Lady Claire Mere
- Laurence Olivier : Everard Logan
- Binnie Barnes : Lady Claire Mere
- Ralph Richardson : Lord Mere
- Morton Selten : Lord Steele
- J.H. Roberts : Slade
- Gertrude Musgrove : La bonne, Saunders
- Gus McNaughton : Le garçon d’étage
- H.B. Hallam : Le majordome, Jefferies
- Eileen Peel : Mme Johnson
- Eva Moore : une Lady

## Autour du film
- Cette comédie pétillante permet de retrouver le célèbre couple dramatique, Merle Oberon et Laurence Olivier, qui jouera l'année suivante (1939) dans Les Hauts de Hurlevent de William Wyler.
- C’est une adaptation de la pièce de Gilbert Wakefield, Counsel's Opinion, et le remake du film de 1933, Counsel's Opinion, produit par London Films et dans lequel Binnie Barnes joue le rôle de Leslie Steele.